# Apocalypse Wrestling Federation
Apocalypse Wrestling Federation, kurz AWF, war der Name einer kanadischen Wrestling-Promotion mit Sitz in Toronto, Ontario. Promotor war Ron Hutchison.

## Stilrichtung
Die AWF verfolgte mit ihrem Programm den Anspruch, dem Publikum sowohl technisch möglichst hochwertiges Wrestling, als auch äußerst brutal dargestellte Hardcore-Matches darzubieten.
In der Anfangszeit der Promotion lag der Wrestling-Schwerpunkt auf dem sogenannten „Old School Style“, dem traditionellen Wrestlingstil, der aber länger kaum noch betrieben wurde.

## Geschichte
Die AWF ging aus Ron Hutchison's Pro Wrestling Gym hervor, einer Wrestling-Schule, die der Wrestler Ron Hutchison in Toronto betrieb. Ende der 1980er Jahre war diese Wrestling-Schule jedoch unter dem Namen Sully's Gym bekannt.
Anfang August 1998 schlossen sich einige Schüler dieser Schule zusammen und begründeten mit Apocalypse Wrestling eine Pseudo-Promotion, die Rod Boudreau zum „Präsidenten“ hatte. Ziel der Gründung war es, unter realen Bedingungen erste Match- und Bookingerfahrungen zu sammeln.
So wurden im Anschluss daran die ersten rechtlichen Schritte unternommen, „Apocalypse Wrestling“ auch als reale Promotion zu etablieren. Ron Hutchison wurde Hauptsponsor und Präsident der neuen Promotion, die er bei der nationalen Sportkommission in Toronto unter dem Namen Apocalypse Wrestling Federation registrieren ließ. Bereits am 30. August 1998 konnte die erste Show veranstaltet werden. Hutchison gelang es, dafür unter anderem Terry Funk, Abdullah the Butcher, Tony Atlas und Jimmy Snuka zu verpflichten.
Innerhalb von nur fünf Jahren konnte sich diese Promotion zu einer der derzeit wichtigsten Promotionen in der unabhängigen Wrestlingszene Kanadas entwickeln. Die AWF ließ auch regelmäßig Stars anderer Promotionen bei sich auftreten, wofür umfassend ausgestaltete Handlungsstränge (Storylines) geplant und umgesetzt wurden. So trat unter anderem auch Jim Neidhart mehrmals in dieser Promotion an.
Bereits ein Jahr später hatte Missy Hyatt ihr Debüt in Kanada, als sie im gemischten Tag-Team mit Miss B. Haven am 14. Februar 1999 die regionale AWF-Schwergewichtsmeisterschaft, die AWF Heavyweight Championship, erringen durfte. In einer umfangreich ausgearbeiteten Storyline durfte sie ihre Gegnerin Sherri Martel und den Wrestler The Squeegee Kid im Hauptevent von „A Valentine te Remember“ besiegen und als erste Frau im Wrestling einen reinen Männertitel halten.
Zur gleichen Zeit unternahm auch Terry Funk seine kanadische Tour anlässlich seines Karriereendes durch verschiedene kanadische Promotionen, wobei er am 6. Juni 1999 auch in der AWF gegen Sabu antrat. Alle Wrestler, die in dieser Promotion angetreten waren, werden heute im Wrestling-Kader der ehemals AWF-Aktiven geführt.
Bereits einen Monat später, im Juli 1999, wurde in der Promotion das „AWF King Of Canadian Hardcore Tournament at Ring 'n' Ears“ veranstaltet. Bei diesem Turnier veranstaltete die AWF erstmals Matches, die überwiegend auf dem Hardcore-Stil basierten und glich sich damit den US-amerikanischen Wrestlingszene an. Daraus entstand ein Jahr später das „AWF Ironman Challenge Tournament“.
Am 13. April 2003 fand die vorerst letzte Veranstaltung der AWF statt und 2004 wurde die Promotion nach ihrem ersten Pay-Per-View im kanadischen TV geschlossen, da man bei AWF wieder vermehrt auf die Ausbildung von Wrestlern setzte und Hutchison sich anderen Projekten widmete.
Im September 2008 veranstaltete die AWF im US-amerikanischen Hollywood eine zweitägige Wrestling-Show, nachdem sie bereits beim 105. Firmenjubiläum von Harley-Davidson eine Show in Milwaukee, Wisconsin abgehalten hatte.
Die aktiven Wrestler bedrängten nun den AWF-Präsidenten Hutchison, die Promotion wieder regelmäßig veranstalten zu lassen. So wurde mit einer Veranstaltung am 9. August 2009 die AWF tatsächlich reaktiviert und erneut in die unabhängige kanadische  Wrestling-Szene eingebunden. Während die Turniere der AWF bis 2003 an verschiedenen Orten veranstaltet wurden, schuf sich die AWF mit ihrer Reaktivierung 2009 mit dem  AWF Action Centre einen Promotions-eigenen Veranstaltungsort, in dem nun die Turniere stattfanden.
Mit ihrer Reaktivierung wurden Wrestler der AWF nun auch verstärkt im Ausland eingesetzt und die Promotion sendete nun auch Talent-Sucher in die verschiedenen Wrestling-Promotionen, um dort nach aufbaufähigen Jung-Wrestlern suchen. Am 11./12. August 2012 fand mit „AWF Heavy TO Heavyweight Series“ die letzte Doppelshow statt, seitdem pausiert die Liga wieder.